# Navigacija
 Ovo je glavno značenje pojma Navigacija. Za druga značenja pogledajte Navigacija (razdvojba).
Navigacija je znanost i vještina vođenja broda, zrakoplova i drugih objekata s jedne na drugu točku na Zemlji vodenim i zračnim putem, te svemirske letjelice kroz svemir.
Osnovni zadaci navigacije su određivanje kursa, udaljenosti između dva mjesta i određivanje pozicije broda (zrakoplova, svemirskog broda) zbog provjere stvarno prevaljenog puta. Sredstva i načini za rješavanje tih zadataka ovise o stupnju razvoja znanosti i tehnike, pa je razvoj navigacije usko povezan s dostignućima astronomije, matematike, hidrografije i tehnike.

## Razvoj navigacije

### Stari vijek
O razvoju navigacije u starom vijeku malo se zna. Najstariji način navigacije je plovidba danju u vidokrugu kopna. Od navigacijskih pomoćnih sredstava upotrebljavao se jedino ručni dubinomjer. Plovidbu noću i orijentaciju prema zvijezdama oko 15. stoljeća pr. Kr. opisuje Homer u Odiseji. Vještina vođenja broda u starom vijeku bila je najrazvijenija kod Feničana, sudeći po njihovim trgovačkim uporištima u 9. stoljeću pr. Kr. i van Sredozemnog mora. Grčki filozof Tales iz Mileta je oko 600. pr. Kr. napisao udžbenik, koji nije sačuvan, o primjeni astronomije u navigaciji (Ναυτική αστρολογία). Iz oko 5. stoljeća pr. Kr. sačuvane su grčke pismene upute za plovidbu po kojima se vodila navigacija. Grci su prevaljeni put i udaljenost mjerili u stadijima (oko 1/10 M); uz obalu su se orijentirali pomoću markantnih prirodnih i umjetnih objekata na kopnu (svjetionici, hramovi), a na otvorenom moru po nebeskim tijelima i vjetrovima. Redovitost monsuna na Indijskom oceanu navela je grčkog pomorca Hipala (Ιππαλος) da u 1. stoljeću pr. Kr. pod vjetrom plovi iz Arabije pravo u Indiju.

### Srednji vijek
Znanstvene metode navigacije u zapadnu Europu prenijeli su Arapi, u čijim se školama u Španjolskoj u 12. stoljeću učila i primjena astronomije u navigaciji. Drugom polovicom 12.stoljeća konstruiran je astrolab i pomoćni instrument nocturnal, kojim se moglo odrediti zvjezdano vrijeme i položaj Sjevernjače u odnosu na nebeski pol, a time i geografska širina na moru.
Šira primjena brodskog kompasa i pomorske karte, napredak u brodogradnji u 14. stoljeću, osobito uvođenje kormila na krmi broda, unijeli su više sigurnosti i pouzdanosti u vođenju broda uz obalu, a uz upotrebu astrolaba i na otvorenom moru.
Najvještiji navigatori (piloti) u to vrijeme bili su pomorci talijanskih primorskih gradova, osobito Venecije i Genove, a na sjeveru pomorci Hanze. Venecijanci su upotrebljavali posebne tablice nazvane martologio, slične tablicama za zbrajanje kurseva, kojima su izračunavali približnu poziciju broda na otvorenom moru (zbrojenu poziciju) nakon jedrenja od poznate polazne pozicije. Prevaljeni put u pojedinim kursevima računali su pomoću pješčanog sata i brzine broda, procijenjene odoka.
Portugal je početkom 15. stoljeća postao centar razvoja navigacije. Tome je najviše doprinio Henrik Moreplovac koji je sistematizirao cjelokupno tadašnje znanje o navigaciji. Oko 1483. formirana je u Portugalu posebna komisija za navigaciju, koja je sastavila tablicu deklinacija Sunca, podesnu za izračunavanje geografske širine pomoću visine Sunca u meridijanu, i poboljšala astrolab.

## Vanjske poveznice
- "Američki praktični navigator"  Arhivirana inačica izvorne stranice od 24. lipnja 2007. (Wayback Machine) Nathaniela Bowditcha (.pdf)
- Navigacija Hrvatska tehnička enciklopedija, portal hrvatske tehničke baštine. LZMK